# Chimarra angustipennis
Chimarra angustipennis är en nattsländeart som beskrevs av Banks 1903. Chimarra angustipennis ingår i släktet Chimarra och familjen stengömmenattsländor. Inga underarter finns listade i Catalogue of Life.